# 奧達斯 (自行車運動)
奧達斯（英語：Audax）是一項非競爭性、無支援成份和有時間限制的自行車運動，參與者必須進行長距離的自行車騎行，並在預定時間限制內抵達目的地，就算是成功完成。這項騎行運動起源於19世紀末的意大利，並於20世紀初在法國完善其規則。

## 起源與發展
一詞源自於拉丁語，意思是指「大膽」或「勇氣」。19世紀末的時候，意大利自行車手流行著長達一天的「挑戰」活動，參與者必須在限定時間內盡可能完成指定的騎行距離，以證明自己是「有膽量」。 第一個有歷史記錄的奧達斯騎行發生於1897年6月12日，12名意大利自行車手組成了一個團隊，挑戰從日出至日落的時間內，完成由羅馬到那不勒斯230公里的長距離騎行，這項挑戰後來被稱為，同時間在歐陸的其它地方也開始流行起類似的活動。
1904年1月7日，法國著名體育記者暨環法賽組織者亨利·德格朗热在其編輯的《汽車報》（L'Auto）發起「奧達斯」規則，讓法國的奧達斯運動得到進一步發展和規範。同年的4月3日，首次奧達斯200公里挑戰在法國成功地舉行，此後又相繼舉辦300、400和600公里距離的騎行活動。 時至現今，最終目標的 Paris–Brest–Paris（1,200公里）已經發展成為一項四年一屆的國際大型活動。
奧達斯運動的非競爭性挑戰精神，也從原先的自行車推廣到步行（1904年）、游泳（1913年）、皮艇（1956年）和越野滑雪（1985年）的體育項目。

## 形式
現今的奧達斯騎行運動可以分成兩種不同的形式，稱之為和。
根據原來的「奧達斯」規定，自行車手們必須團結一致地採取行動，成功抵達目的地的車手們將獲得  的認證資格。最初的時候，有一群成功獲得認證的自行車手組成了「巴黎奧達斯俱樂部」，代表德格朗熱管理奧達斯的騎行活動。然而在1920年的時候，德格朗熱與ACP之間出現分歧，德格朗熱撤銷了ACP根據「奧達斯」規則組織活動的權利；於是ACP自行創建另一種「自由節奏」版本的奧達斯運動，根據這個版本完成騎行的自行車手將獲得  的認證資格。
德格朗熱本人則繼續推動原本的「奧達斯」規則，並於1921年7月14日成立「巴黎奧達斯自行車騎士聯盟」；及後，這個組織於1956年1月1日更名為「法國奧達斯聯盟」。

### Euraudax
（或稱為）是原始風格的奧達斯騎行運動，由奧達斯聯盟進行管理，不僅盛行於法國各地，也流行於荷蘭、比利時、德國等國家。
原始奧達斯騎行的參與者將組成一個固定團隊，團隊成員們以公路隊長設定的穩定速度騎行，保持一致的節奏。路線的規劃有指定的停靠點，兩個停靠點之間維持著22.5公里/時的速度。較長距離的奧達斯騎乘活動中，團隊可能在一天內騎行16至20個小時，然後停在指定地點補充睡眠。它的目標是讓所有的團隊成員「一起出發、一起騎行、一起完成」，在限定時間內共同完成行程。

### Randonneuring
是自由節奏風格（allure libre）的奧達斯騎行運動，受到法國、英國、日本、台灣、新加坡、澳大利亞、加拿大、美國和中國等更多地方的歡迎，由巴黎奧達斯俱樂部進行管理。
 的騎行活動稱為  或 ，成功完成200公里目標的自行車手，將會成為受到認證的 。 它類似原始「奧達斯」之處，只在於車手們試圖完成長距離的自行車騎行活動；但是參與者們完全可以按照自己的節奏騎自行車，隨機與其他車手組成團隊，也可以在任何他們想要的地點停靠或睡覺，只須要在時間限制內抵達目的地。

## 組織
原始的官方組織是奧達斯聯盟，的官方組織則是巴黎奧達斯俱樂部，在全世界的多個國家和地區，都有它們分會舉辦的長距離騎行活動，並由法國的官方組織進行統一認證。
在某些國家（如美國）， 和  兩者之間有著明顯的區別； 但是在另一些國家（如英國、澳大利亞和巴西），奧達斯的原始風格相對不流行， 和  兩個用詞可以互換使用。中國大陸的「不間斷騎行」、台灣的「瘋系列長程單車挑戰」等採用的形式是 ，所以接受的是ACP的  認證。

## 外部連結
- 巴黎奧達斯俱樂部 （页面存档备份，存于）
- 法國奧達斯聯盟